# Screen Rant
Screen Rant es una página web estadounidense que ofrece noticias en el ámbito de la televisión, el cine, los videojuegos y las teorías cinematográficas. Fue fundada por Vic Holtreman en 2003, y originalmente tenía su oficina principal en Ogden, Utah. Desde entonces ha ampliado su cobertura con eventos de alfombra roja en Los Ángeles, festivales de cine en Nueva York y paneles del evento San Diego Comic-Con. Su canal de YouTube tiene más de 8 millones de suscriptores y cerca de 4000 vídeos.
En 2015, Screen Rant fue adquirida por Valnet Inc, un editor de medios de comunicación en línea con sede en Montreal.